# 桂竜夫・竜子
桂竜夫・竜子（かつらたつお りゅうこ）は、日本の漫才コンビ。師匠は都上英二・東喜美江。東京の寄席で活躍していた。生前は落語芸術協会所属。実の息子は桂光一・光二。
バンドマンだった竜夫が竜子と結婚。
1950年頃から竜子とコンビを組み、光の家竜夫・竜子と名乗る。音曲と喋りの漫才であった。1960年代に都上英二・東喜美江の門下へ。1963年3月第10回NHK漫才コンクールで特別賞となり、松竹演芸場を拠点に活躍。のちに都上英二を離れ桂枝太郎の門下へ。1976年落語芸術協会に入会。寄席では時事や世相風刺ネタを織り交ぜた漫才が特徴だった。竜子は女優としても活躍した。
1985年1月限り竜夫が病気療養のため娘の竜美とコンビを組む。竜夫は1986年2月20日に肝硬変で急死。その後も娘と漫才を続けたが、間も無く解散。
その後東寿美とコンビを組み、漫才をしたが1年ほどで解散し、引退した。

## メンバー
- 桂竜夫（かつらたつお、1923年7月5日 - 1986年2月20日）本名は関根光雄。

静岡県磐田市出身。早稲田大学理工学部卒業。
旧芸名は都上竜夫。
- 桂竜子（かつらりゅうこ、1929年3月11日 - ）本名：関根せき子。

旧芸名は東竜子。父、兄ともに太神楽師。幼少より舞台に上がる。三味線を抱えての漫才も行っていた。

## 参考資料
東京漫才のすべて　桂竜夫・東竜子

## 註
1. ↑  喜利彦山人 (2019年9月25日). “桂竜夫・東竜子”. tokyomanzai0408.com. 2019年10月4日閲覧。